# Yoshihiro Akiyama
Yoshihiro Akiyama (jap. 秋山成勲; ur. 29 lipca 1975 jako Choo Sung-hoon; kor. 추성훈) – japoński judoka i zawodnik mieszanych sztuk walki (MMA) koreańskiego pochodzenia. Złoty medalista mistrzostw Azji i igrzysk azjatyckich w judo. W swojej karierze MMA walczył m.in. dla organizacji HERO’S, DREAM i UFC.

## Pochodzenie
Urodził się w Osace, w czwartym pokoleniu koreańskich imigrantów (w Japonii zwani jako Zainichi). W 2001 roku został naturalizowany i otrzymał japońskie obywatelstwo, przyjmując imię i nazwisko Yoshihiro Akiyama. Sam o swoim pochodzeniu powiedział: „Jestem Koreańczykiem. Jestem również Japończykiem. Nie ma to dla mnie znaczenia, gdyż kocham oba kraje”.

## Sportowa kariera

### Judo
Judo zaczął trenować w dzieciństwie za namową ojca. Treningi kontynuował na studiach. Po ich ukończeniu, w 1998 roku wyjechał do Korei Południowej i osiadł w Pusan. Został członkiem koreańskiej kadry narodowej, jednak nie należał do pierwszego zespołu, gdyż jak twierdził był dyskryminowany ze względu na swe japońskie pochodzenie. W 2001 roku pojechał na mistrzostwa Azji w Mongolii, jako zawodnik rezerwowy. Niespodziewanie zdobył złoty medal w kategorii 81 kg, a także został uznany najlepszym zawodnikiem mistrzostw”.
Wkrótce potem otrzymał ofertę startów dla reprezentacji Japonii. Czując się niedocenianym przez macierzysty związek judo, przyjął ją i w październiku 2001 roku otrzymał japońskie obywatelstwo. W następnym roku, już w barwach Japonii, wygrał w Tokio prestiżowy turniej o Puchar Jigoro Kano. Kilka miesięcy później zdobył także złoty medal podczas igrzysk azjatyckich w Seulu. W finale swej kategorii pokonał reprezentanta Korei Południowej, Ahn Dong-jina. Miejscowi kibice wygwizdali Akiyamę, a jeden z koreańskich brukowców nazwał go nawet zdrajcą.
W 2003 roku Akiyma zajął drugie miejsce w Pucharze Jigoro Kano. W tym samym roku wystąpił na mistrzostwach świata, rozgrywanych w jego rodzinnej Osace. Ostatecznie w turnieju wagi 81 kg zajął 5. miejsce, przegrywając w walce o brązowy medal z Robertem Krawczykiem.
W 2004 roku postanowił skorzystać z oferty organizacji FEG na walki w MMA. Po raz ostatni walczył w judo w 2005 roku, po czym zajął się wyłącznie startami w MMA.

### Mieszane sztuki walki
Zadebiutował podczas sylwestrowej gali Dynamite!! 2004, pokonując przez poddanie kilkadziesiąt kilogramów cięższego od siebie boksera, Francois Bothę. W marcu 2005 roku wystąpił na inauguracyjnej gali HERO’S, podczas której został znokautowany przez gwiazdę K-1, Jérôme’a Le Bannera.
W ciągu następnych kilkunastu miesięcy wygrał pięć walk z rzędu przed czasem i wystartował w turnieju HERO’S Light Heavyweight Grand Prix, skupiającym najlepszych zawodników organizacji w wadze półciężkiej (85 kg). W ćwierćfinale pokonał przez szybkie poddanie Taiei Kina. Półfinały i finał odbyły się jednego wieczoru – 9 października 2006 roku. Akiyama awansował do finału, pokonując przez TKO Litwina Kęstutisa Smirnovasa. Zmierzył się w nim z Melvinem Manhoefem. Japończyk poddał Holendra w ciągu niecałych dwóch minut za pomocą dźwigni na staw łokciowy i zwyciężył w całym turnieju, zyskując status wschodzącej gwiazdy japońskiego MMA.
31 grudnia 2006 roku, na gali Dynamite!! 2006 zestawiono go w walce wieczoru z najpopularniejszym ówcześnie zawodnikiem MMA w Japonii, byłą gwiazdą PRIDE FC, Kazushim Sakurabą. Akiyama w obecności ponad 50-tysięcznej widowni zgromadzonej w hali Osaka Dome zdominował uznawanego za faworyta rywala, obijając go ciosami pięściami w parterze. W końcu, w 6. minucie nierównego boju sędzia zdecydował się przerwać pojedynek i ogłosił zwycięstwo Akiyamy przez TKO. Sakuraba podczas trwania walki protestował, że ciało przeciwnika jest nadzwyczajnie śliskie, a potem oskarżył go o nieuczciwe zastosowanie substancji natłuszczających. Sędziowie sprawdzili więc gi oraz ciało Akiyamy i, nie doszukując się żadnych nieprawidłowości, utrzymali wynik w mocy. Dwa tygodnie później na zwołanej przez FEG konferencji prasowej Akiyama przyznał się jednak do pokrycia swego ciała olejkiem i przeprosił Sakurabę oraz kibiców. W rezultacie wynik walki zmienieno na no contest, a zawodnika ukarano zawieszeniem i odebraniem gaży.
Akiyama powrócił do rywalizacji po 10 miesiącach. Na październikowej gali HERO’S w Seulu nieoczekiwanie znokautował innego czołowego zawodnika PRIDE, Denisa Kanga. 31 grudnia tego samego roku zmierzył się na specjalnej noworocznej gali Yarennoka! z Kazuo Misakim. Walka dostarczyła wielkich kontrowersji, spowodowanych niefortunnym jej zakończeniem. Misaki pod koniec pierwszej rundy zadał Akiyamie nokautujące kopnięcie w głowę, a chwilę potem w wystąpieniu transmitowanym przez ogólnodostępną telewizję ostro skrytykował go za oszustwo w walce z Sakurabą oraz poczynił aluzję do jego niejapońskiego pochodzenia, co zostało entuzjastycznie przyjęte przez widownię, a odebrane przez Koreańczyków i społeczność koreańską w Japonii jako prowokacyjne. Spowodowało to ugruntowanie ciążącego na Akiyamie odium czarnego charakteru japońskiego MMA, a z drugiej strony przyniosło mu gwałtowny wzrost popularności i sympatii w Korei Południowej. Co więcej, wynik walki został później zmieniony na no contest, gdyż jak się okazało, w chwili otrzymania kopnięcia Akiyama podpierał się rękami o matę, a regulamin dopuszczał kopanie w głowę jedynie stojącego rywala.
W 2008 roku Akiyama stoczył dwie wygrane walki dla DREAM – organizacji powstałej z przekształcenia HERO’S, po czym podpisał kontrakt z największą organizacją MMA na świecie – Ultimate Fighting Championship. W debiucie, który miał miejsce w lipcu 2009 roku w Las Vegas (UFC 100), pokonał przez niejednogłośną decyzję sędziów Alana Belchera. Walka ta została oficjalnie uznana za najlepszą podczas całej gali. Takim samym wyróżnieniem zostały nagrodzone dwa kolejne występy Akiyamy z Chrisem Lebenem i Michaelem Bispingiem – oba przegrane. Trzeciej porażki z rzędu Japończyk doznał w sierpniu 2011 roku, gdy podczas UFC 133 został znokautowany przez Vitora Belforta. W rezultacie, aby zachować angaż w organizacji, Akiyama, dotychczas występujący w kategorii średniej (84 kg), zdecydował się zejść do wagi półśredniej (77 kg). Debiutując w niej, 26 lutego 2012 roku na UFC 144 przegrał z Jakiem Shieldsem przez jednogłośną decyzję sędziów.